# Kvalifikace na Mistrovství světa ve fotbale 1994
V kvalifikaci na Mistrovství světa ve fotbale 1994 se národní týmy ze šesti fotbalových konfederací ucházely o 22 postupových míst na závěrečný turnaj. Pořadatelské USA spolu s obhájcem titulu - Německem měli účast na závěrečném turnaji jistou. Kvalifikace se účastnilo 147 zemí.
| Region                                        | Počet místenek na finálovém turnaji pro tento region | Počet účastníků kvalifikace v tomto regionu |
| --------------------------------------------- | ---------------------------------------------------- | ------------------------------------------- |
| Afrika (CAF)                                  | 3                                                    | 40                                          |
| Asie (AFC)                                    | 2                                                    | 30                                          |
| Evropa (UEFA)                                 | 13 (včetně Německa)                                  | 38                                          |
| Jižní Amerika (CONMEBOL)                      | 3,5*                                                 | 9                                           |
| Oceánie (OFC)                                 | 0,25*                                                | 7                                           |
| Severní, Střední Amerika a Karibik (CONCACAF) | 2,25* (včetně pořadatelských USA)                    | 22                                          |

* Poloviny a čtvrtiny míst znamenají místa v mezikontinentální baráži.

## Kvalifikační skupiny
Celkem 130 týmů sehrálo alespoň jeden kvalifikační zápas. Bylo jich sehráno 497 a padlo v nich 1446 branek (tj. 2,91 na zápas).

### Afrika (CAF)
(40 týmů bojujících o 3 místenky)
Ačkoliv se přihlásilo celkem 40 reprezentací, čtveřice z nich se na poslední chvíli odhlásila. Zbylých 36 týmů bylo rozlosováno do 9 skupin po 4 celcích, kde se utkali dvoukolově každý s každým doma a venku. Devítka vítězů skupin následně postoupila do druhé fáze, kde byla rozlosována do tří skupin po třech. Zde se znovu utkal každý s každým dvoukolově doma a venku. Vítězové jednotlivých skupin postoupili na MS.

### Asie (AFC)
(30 týmů bojujících o 2 místenky)
V první fázi bylo 30 celků rozlosováno do 6 skupin po 5 týmech, ve kterých se utkali dvoukolově na dvou centralizovaných místech. Vítězové skupin následně postoupili do druhé fáze, kde utvořili jednu šestičlennou skupinu, ve které se utkali jednokolově na jednom centralizovaném místě každý s každým. První dva týmy postoupily na MS.

### Evropa (UEFA)
(38 týmů bojujících o 12 místenek)
Celkem 38 týmů bylo rozlosováno do 6 skupin po šesti, resp. sedmi týmech. Vzhledem k tomu, že kvůli válce v Jugoslávii byla  Jugoslávie vyloučena, jedna ze skupin skončila jako pětičlenná. Ve skupinách se týmy utkaly dvoukolově každý s každým doma a venku. První dva celky z každé skupiny postoupily na MS.

### Jižní Amerika (CONMEBOL)
(9 týmů bojujících o 3 nebo 4 místenky - baráž proti vítězi baráže mezi celky z CONCACAF a OFC rozhodla o držiteli čtvrté místenky)
Devítka týmů byla rozlosována do dvou skupin po 4, resp. 5 týmech.  Chile se nesmělo účastnit kvůli incidentu z minulé kvalifikace. Ve skupinách se celky utkaly dvoukolově každý s každým doma a venku. Z pětičlenné skupiny postoupily první dva týmy na MS. Ze čtyřčlenné skupiny postoupil přímo pouze vítěz. Druhý tým postoupil do mezikontinentální baráže proti vítězi mezikontinentální baráže mezi vítězem zóny OFC a druhým celkem zóny CONCACAF.

### Oceánie (OFC)
(7 týmů bojujících o 0 nebo 1 místenku - baráž proti týmu ze zóny CONCACAF a následně proti týmu z Jižní Ameriky rozhodla o držiteli této místenky)
Po odhlášení jednoho z přihlášených celků byla zbylá šestice rozlosována do dvou skupin po třech týmech. Tam se utkali dvoukolově každý s každým doma a venku. Vítězové skupin se následně utkali systémem doma a venku o postup do mezikontinentální baráže proti druhému týmu zóny CONCACAF. Vítěz této baráže se následně utkal s týmem z Jižní Ameriky o místenku na MS.

### Severní, Střední Amerika a Karibik (CONCACAF)
(22 týmů bojujících o 1 nebo 2 místenky - baráž proti týmu ze zóny OFC a následně proti týmu z Jižní Ameriky rozhodla o držiteli této místenky)
V zóně CONCACAF byly tři kvalifikační fáze. Týmy  Mexiko a  Kanada byly nasazeny přímo do druhé fáze. V první fázi bylo 20 celků rozděleno podle geografických hledisek do Karibské a Středoamerické zóny. V Karibské zóně se 14 týmů (po předkole zredukovaných na 12) utkalo vyřazovacím systémem doma a venku utkalo o tři postupová místa do druhé fáze. Ve Středoamerické zóně byla šestice týmů rozlosována do dvojic a utkala se systémem doma a venku o tři postupová místa do druhé fáze. Ve druhé fázi byla osmička týmů rozlosována do dvou skupin po čtyřech celcích. Ti se utkali dvoukolově každý s každým doma a venku a první dva týmy z každé skupiny postoupily do třetí fáze. Tam čtveřice reprezentací utvořila jednu skupinu, ve které se opět utkali dvoukolově každý s každým doma a venku. Vítěz skupiny postoupil na MS. Druhý tým se utkal v mezikontinentální baráži proti vítězi zóny OFC. Vítěz této baráže se následně utkal s týmem z Jižní Ameriky o místenku na MS.

## Mezikontinentální baráže
Poprvé v historii tu byla dvě kola mezikontinentální baráže, tj. některé z konfederací měly alokovány pouze čtvrtiny místa.

### CONCACAF vs. OFC
Druhý celek zóny CONCACAF ( Kanada) se utkal s vítězem zóny OFC ( Austrálie).
| 31. července 1993      |       |                   |                                           |
| Kanada                 | 2 – 1 | Austrálie         | Edmonton rozhodčí: Brizio Carter (Mexiko) |
| Watson 50' Mobilio 57' |       | Dasovic 45' (vl.) | Edmonton rozhodčí: Brizio Carter (Mexiko) |

| 15. srpna 1993           |                   |            |                                   |
| Austrálie                | 2 – 1 (po prodl.) | Kanada     | Sydney rozhodčí: Obata (Japonsko) |
| Farina 44' Durakovic 76' |                   | Hooper 54' | Sydney rozhodčí: Obata (Japonsko) |

|                          |       | Penaltový rozstřel       |  |
| Wade Vidmar Tobin Farina | 4 – 1 | Mitchell Bunbury Sweeney |  |

Celkové skóre dvojzápasu bylo 3:3, o postupu  Austrálie do další fáze mezikontinentální baráže rozhodl penaltový rozstřel, neboť ho vyhrála 4:1.

### Vítěz první baráže vs. CONMEBOL
Vítěz baráže CONCACAF vs. OFC ( Austrálie) se utkal s celkem na druhém místě jedné ze skupin zóny CONMEBOL ( Argentina).
| 31. října 1993 |       |           |                                                                                 |
| Austrálie      | 1 – 1 | Argentina | Sydney Football Stadium, Sydney diváci: 43 967 rozhodčí: Sándor Puhl (Maďarsko) |
| Vidmar 42'     |       | Balbo 37' | Sydney Football Stadium, Sydney diváci: 43 967 rozhodčí: Sándor Puhl (Maďarsko) |

| 17. listopadu 1993 |       |           |                                                                                    |
| Argentina          | 1 – 0 | Austrálie | Estadio Monumental, Buenos Aires diváci: 59 768 rozhodčí: Peter Mikkelsen (Dánsko) |
| Tobin 59' (vl.)    |       |           | Estadio Monumental, Buenos Aires diváci: 59 768 rozhodčí: Peter Mikkelsen (Dánsko) |

 Argentina zvítězila celkovým skóre 2:1 a postoupila na Mistrovství světa ve fotbale 1994.